# József Nagy (football, 1892-1963)
Pour les articles homonymes, voir Nagy.
József Nagy (né le 15 octobre 1892 à Budapest en Hongrie et mort en 1963) était un joueur et entraîneur de football hongrois.

## Biographie
Durant sa carrière de joueur en club, il évolue dans le club de la capitale hongroise du MTK Budapest.
Il est surtout connu pour avoir entraîné l'équipe de Suède et de nombreux clubs clubs suédois. Il part ensuite en Serie A italienne où il prend les rênes de trois clubs, Pro Vercelli, Bologne et le Genoa. 
Il retourne ensuite en Suède pour entraîner quelques clubs dont l'IK Brage.

## Palmarès
- 1932 : Coupe Mitropa (Bologne FC)